# 북서울 꿈의숲
북서울 꿈의숲(Dream Forest)은 서울특별시 강북구에 있는 공원이다. 2009년 10월 17일에 개장하였다.

## 역사
북서울 꿈의숲은 오패산, 벽오산이 위치한 곳으로 1980년대에 이 일대의 공원화 계획이 수립되어 1987년 4월 27일에 이 일대를 '오동근린공원'으로 지정하고 공원 남쪽 33만의 부지에 서울 시내 최초의 테마파크인 드림랜드를 세우고 영업을 개시하였다. 드림랜드는 1990년대까지만 해도 강북 최대의 위락 시설로 큰 인기를 누렸으나 원소유주의 재정난으로 조폭에 인수되고 거기에다가 2000년대에 들어 수도권 지역의 다른 테마파크에 밀려 급격하게 쇠락하여 시설투자가 이루어지지 않아 관리가 제대로 되지 않았다. 서울특별시는 강북 지역 최대 규모의 녹지인 이 곳의 공원화를 2007년 11월 16일에 발표하고 2년 간의 공사를 거쳐 2009년 10월 17일 문을 열었다.

## 설명
공원내 주동선에는 벚꽃길, 공원의 북쪽 아파트 지역, 인접한 곳에는 단풍숲 등이 조성되어 있다. 공원 동남쪽에는 전통 한옥인 창녕위궁재사(등록문화재 제40호)가 복원되어 있으며, 주변에 연못, 정자, 칠폭지 등을 조성하였다.
눈썰매장 조성으로 인하여 훼손된 공원의 남서쪽 입구에는 300석 규모의 공연장 2개, 다목적홀, 아트센터 등이 건립되었다. 아트센터 옆 전망대(해발 139m)에서는 북쪽으로 북한산, 도봉산, 수락산 등을 남쪽으로는 남산, 한강까지도 조망이 가능하다. 아울러 미술관, 방문자 센터, 레스토랑 등의 문화부대시설도 함께 들어섰다.